# Dippach (Maroldsweisach)
Dippach ist ein Gemeindeteil des Marktes Maroldsweisach im unterfränkischen Landkreis Haßberge in Bayern.

## Geographie
Das Dorf liegt im nordöstlichen Teil des Landkreises zwischen den Haßbergen und dem Grabfeld im leicht gewellten Hügelland in einem Wiesental, das von dem Dippacher Grundgraben, auch Königsbach genannt, durchflossen wird, der in den Ermetzbach mündet. Gemeindeverbindungsstraßen führen nach Ermershausen an der Bundesstraße 279 und Birkenfeld.

## Geschichte
Der Ort geht vermutlich auf eine Ansiedlung von slawischen Wenden zurück. Dippach lag in einem wasserarmen Tal. Der Ortsname leitet sich aus der Zusammensetzung des althochdeutschen „diep“ tief und „aha“ Wasser ab und bedeutet „allen Leuten gehörender Bach“ oder „allgemeiner Bach“.
Die erste urkundliche Erwähnung in einem Lehensbuch als „Diepach“ stammt aus dem Jahr 1303. Danach erhielten die Zollner, Johannes Flieger sowie die Brüder Karl und Aplo von Heldriet Teile des Zehnten im Dorfe. 1451 erwarben die Brüder Georg und Hannß Fuchs von Schweinshaupten das Schloß „Diebach“. Mit dem Erlöschen der männlichen Linie der fuchsischen Linie zu Schweinshaupten Mitte des 17. Jahrhunderts ging Dippach an das Haus Sachsen-Altenburg über, das 1665 seine drei Viertel des Ortes an Johann Georg von Rußwurm verkaufte. Das restliche Viertel gehörte dem Hochstift Würzburg.
Im Jahr 1724 übernahmen Herren von Hutten aus dem benachbarten Birkenfeld das gesamte Dorf. 1783 erlosch mit Johann Philipp Friedrich von Hutten die Erbfolge im Mannesstamm. Die Schwester Juliane Charlotte Voit von Salzburg erbte das freie Eigentum und vermachte es ihrer erstgeborenen Tochter Frederike Sophie Wilhelmine von Fitzgerald. Von dieser fielen die Güter an die älteste Tochter Friederike Juliane Marianne, die mit dem württembergischen Staatsminister Karl Ludwig Georg von Wöllwarth-Lauterburg verheiratet war. Deren Enkelin Julie von Woellwarth-Lauternburg heiratete 1841 Franz Carl Rudolf von Ortenburg. Seit dieser Zeit sind die Waldungen um Dippach im Besitz des Hauses Ortenburg.
1862 wurde Dippach in das neu geschaffene bayerische Bezirksamt Königshofen eingegliedert. 1871 zählte der Ort 95 Einwohner und 22 Wohngebäude. Im Jahr 1900 wurde die Landgemeinde dem neu gegründeten Bezirksamt Hofheim zugeordnet. Die 281 Hektar große Landgemeinde zählte 97 Einwohner, die alle evangelisch waren, und 19 Wohngebäude. Die evangelische Pfarrei und Schule befanden sich im ein Kilometer entfernten Birkenfeld. Die zuständige katholische Pfarrei war im sieben Kilometer entfernten Bundorf, die katholische Schule im drei Kilometer entfernten Neuses. 1925 zählte der Ort 114 Personen in 210 Wohngebäuden.
1950 bestanden in dem Dorf 20 Wohngebäude mit 108 Einwohnern. 1961 hatte die Gemeinde 88 Einwohner. Im Jahr 1970 zählte Dippach 87 und 1987 79 Einwohner sowie 16 Wohnhäuser mit 19 Wohnungen. Am 1. Juli 1972 wurde der Landkreis Hofheim aufgelöst und Dippach kam zum Haßberg-Kreis. Am 1. Juli 1973 folgte die Eingliederung der Gemeinde nach Ermershausen und am 1. Januar 1978 die Eingemeindung nach Maroldsweisach.

## Baudenkmäler

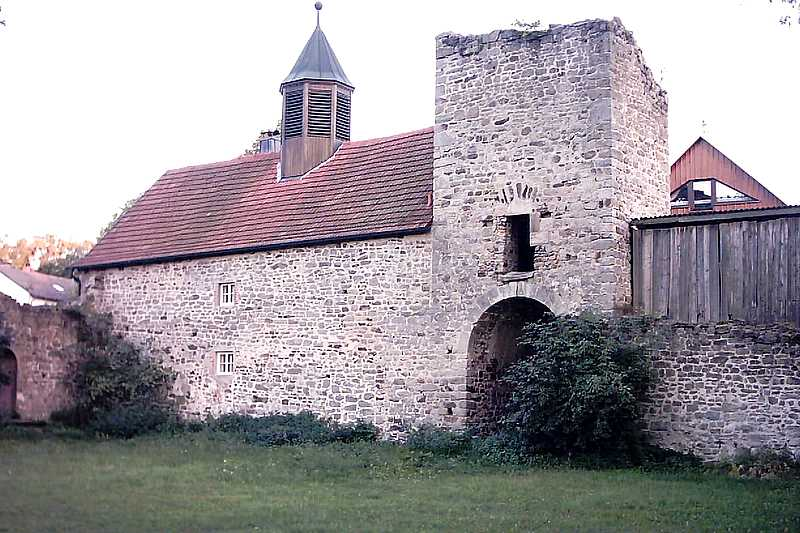
Burgruine

Die Burgruine in Dorfmitte ist der Rest ehemaliger Umfassungsmauern einer rechteckigen Anlage, in der sich das spätgotische Schloss des jeweiligen Rittergutbesitzers und eine Kapelle befand. Das Anwesen wurde 1525 mindestens teilweise zerstört. Anfang des 18. Jahrhunderts soll der Ansitz noch unversehrt gewesen sein. Die etwa 1,5 Meter dicken Bruchsteinmauern aus Sandstein sind bis zu sechs Meter hoch. Auf der Südseite befinden sich die Reste eines etwa zwölf Meter hohen, im Grundriss quadratischen Torturms.
Zwischen 1861 und 1864 errichtete die Gemeinde ein Gemeindehaus, das auch für kirchliche Veranstaltungen genutzt wurde. Der zweigeschossige Sandsteinquaderbau mit Satteldach und Dachreiter wurde an die Mauern der Burgruine gebaut. Im Dachreiter hängen zwei Glocken, die durch Spenden finanziert, im Jahr 1972 gegossen wurden.